# 매사추세츠 공과대학교
매사추세츠 공과대학교(Massachusetts Institute of Technology), 약자 MIT는 미국 매사추세츠주의 케임브리지에 있는 연구 중심 공대를 모체로 한 사립대학교이다.
지질학자인 윌리엄 바튼 로저스가 과학의 진흥과 개발을 목적으로 1861년에 설립하였으며 1865년에 개교하였다. 설립이래 공학, 이학, 건축학, 인문과학 분야에서 수많은 공적을 쌓았으며 유능한 과학자들을 배출해낸 공과대학교이다. 1980년대에 들어와서는 이공계뿐만 아니라 인문, 사회과학계 학부의 육성에도 힘을 기울이고 있으며, 하버드 대학교나 보스턴 대학교 등 인근의 대학들과 공동수업 · 단위교환 · 학생교환 등을 행하고 있다. 학부 졸업생 가운데 72%가 대학원에 진학한다.

## 국제 교류
MIT에는 자국민뿐만 아니라 해외에서 온 유학생들도 많은데, 학부생 가운데 유학생은 10%, 대학원으로 가면 그 비율은 40% 이상으로 훨씬 커진다. 현재 2,883명의 유학생이 MIT를 다니고 있으며, 이중 대다수인 2,489명이 석박사 과정에 재학 중이다. MIT에는 250여명이 넘는 대학원 한인학생회가 있으며 캠퍼스 내 한국 관련 행사(MIT 한국 영화제, 코리안커피아워 등)를 주최한다. 대한민국 대학과도 교류를 하고 있는데 한양대학교, 성균관대학교 등과 교환학생 교류 협정을 맺고 있으며 매년 일정 인원을 상호 파견 하고 있다.

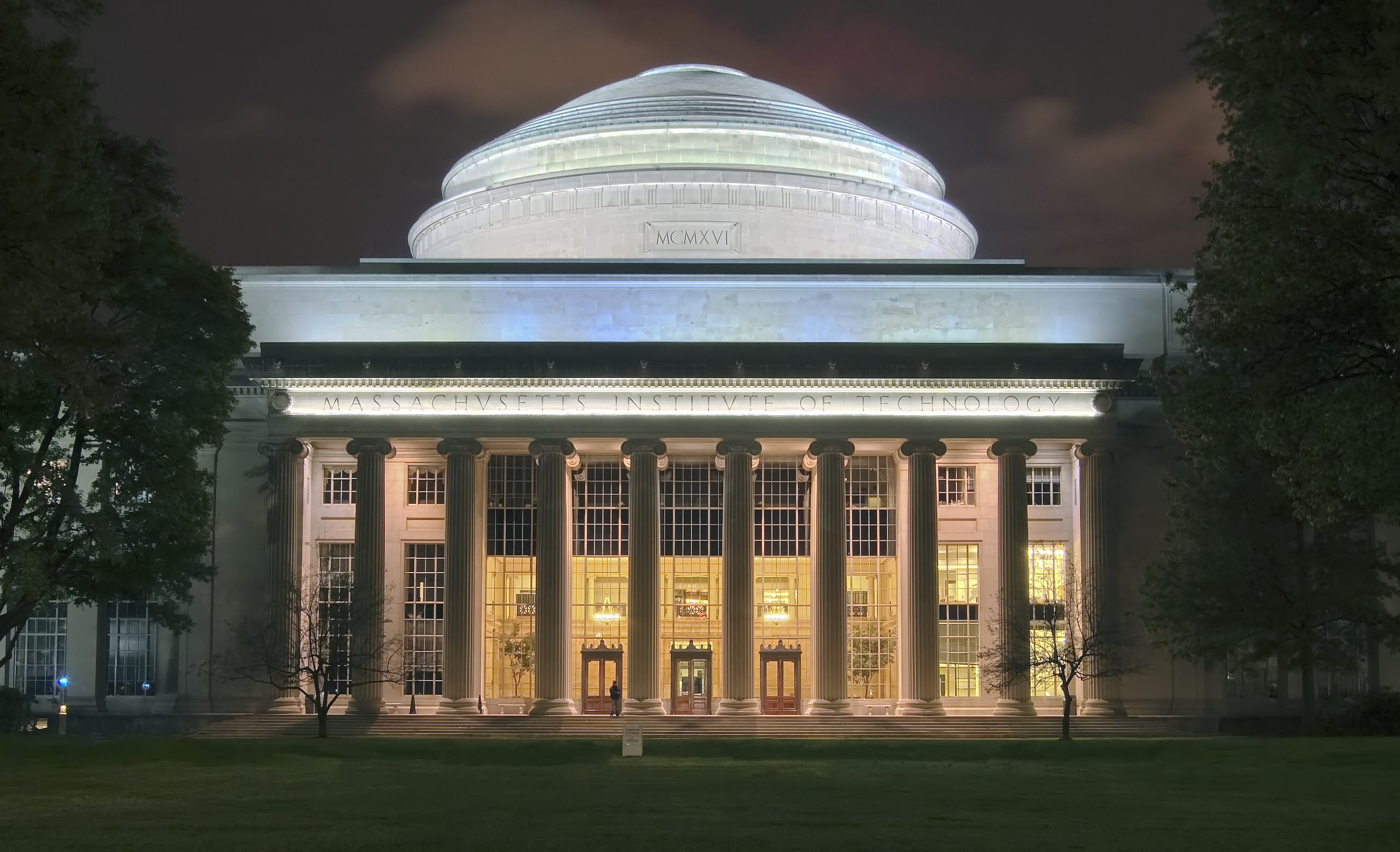
MIT 그레이트 돔(Great Dome)

## 학문 및 연구

### 구성
5개의 단과 대학(schools)과 1개의 칼리지 산하에 30여개의 학부로 이루어져 있다.
- 건축및설계대학(School of Architecture and Planning)
  - 건축학과(Architecture)
  - 미디어아츠및과학학과(Media Arts and Sciences)
  - 도시학및도시설계학과(Urban Studies and Planning)

- 공학대학(School of Engineering)
  - 항공우주공학과(Aeronautics and Astronautics)
  - 생명공학과(Biological Engineering)
  - 화학공학과(Chemical Engineering)
  - 토목환경공학과(Civil and Environmental Engineering)
  - 데이터시스템사회연구소(Institute for Data, Systems, and Society)
  - 전기공학및컴퓨터과학(Electrical Engineering and Computer Science)
  - 재료과학및공학(Materials Science and Engineering)
  - 기계공학(Mechanical Engineering)
  - 의공학및의과학(Medical Engineering and Science)
  - 원자력과학및공학(Nuclear Science and Engineering)
  - 시스템설계및관리학(System Design and Management)

- 인문예술사회과학대학(School of Humanities, Arts, and Social Sciences)
  - 인류학과(Anthropology)
  - 비교미디어학/창작학과(Comparative Media Studies/Writing)
  - 경제학과(Economics)
  - 글로벌학및언어(Global Studies and Languages)
  - 역사학과(History)
  - 인문과학(Science in Humanities)
  - 인문학 및 공학/과학 결합학위(Humanities + Engineering/Science)
  - 언어학과(Linguistics)
  - 문학과(Literature)
  - 음악 및 극예술학과(Music and Theater Arts)
  - 철학과(Philosophy)
  - 정치과학과(Political Science)
  - 과학기술및사회 프로그램(Science, Technology, and Society)

- MIT 슬론 경영대학((MIT Sloan School of Management)
  - 경영학과(Management)

- 과학대학(School of Science)
  - 생명과학과(Biology)
  - 뇌및인지과학과(Brain and Cognitive Sciences)
  - 화학과(Chemistry)
  - 지구대기행성과학과(Earth, Atmospheric, and Planetary Sciences)
  - 수학과(Mathematics)
  - 물리학과(Physics)

- MIT 슈워츠먼 컴퓨팅 칼리지(MIT Schwarzman College of Computing)

### 학부 입학 현황과 각종 평가
2018년 졸업예정으로 2014년 가을에 입학하는 학부 신입생의 경우 18,357명의 지원자 중 7.7%인 1,419명이 합격했다.
2014년 《U.S. 뉴스 & 월드 리포트》 미국 종합대학 학부 순위에서 전미 7위를 기록하였다. 공학부는 1위, 슬론 경영학부는 2위, 공학대학원은 1위, 슬론 경영대학원은 5위에 등재되었다. 슬론 경영대학원은 《파이낸셜 타임스》의 2014년 세계 경영대학원 순위에서 세계 8위를 기록했다. 건축대학원은 《디자인인텔리전스》의 2014년 미국 건축대학원 순위에서 4위를 차지했다.
2014년 《U.S. 뉴스 & 월드 리포트》 세계 대학 순위에서 세계 2위, 2014년 중국 세계 대학 학술 순위에서 세계 3위, 2014년 영국 타임스 고등교육 세계 대학 평가에서 세계 5위, 2013년 영국 QS 세계 대학 순위에서 세계 1위, 타임스 고등교육 세계 대학 학계 평판도 순위에서 세계 2위, 2013년 사우디아라비아 세계대학랭킹센터(Center for World University Rankings)가 발표한 세계 대학 순위에서 세계 4위, 2013년 《뉴욕 타임즈》 세계 대학 고용 선호도 순위에서는 세계 5위를 차지했다.
세계경제포럼이 선정한 세계 최상위 26개 대학 중 하나이다.

## 동문
MIT는 UN 사무총장부터 IT업계 영웅들까지 수많은 스타 동문 군단을 자랑한다. 우선 지도자 중에는 코피 아난 전 UN 사무총장과 베냐민 네타냐후 이스라엘 총리가 슬론 경영대학원과 경영학부를 각각 졸업하였으며, 로런스 서머스 국가경제회의 위원장과 마리오 드라기 유럽 중앙은행 총재가 MIT 경제학과 출신이다. 말 한마디에 전 세계 경제를 쥐락펴락했던 경제계의 절대자 벤 버냉키 전 미국 연방 준비 제도 이사회 의장, 인도 중앙은행 총재 라구람 라잔과 노벨 경제학자 폴 크루그먼도 MIT 경제학 박사 출신이다. 슬론 경영대는 전 제너럴 모터스 회장 알프레드 슬론의 후원으로 설립되었는데 그는 MIT 전기공학부 출신이다. IT업계 영웅 중에도 MIT 동문의 활약상이 두드러진다. 데이비드 패커드와 함께 휴렛 팩커드를 공동 창업한 윌리엄 휼렛은 MIT에서 전기컴퓨터공학 석사를 마쳤다. 반도체 기업 중 하나인 텍사스 인스트루먼트의 공동 창업자 세실 하워드 그린도 MIT에서 전기컴퓨터공학 학·석사를 마쳤다. 세계 최고의 팹리스 반도체 기업 중 하나인 퀄컴의 회장 어윈 제이콥스는 MIT에서 전기컴퓨터공학 석·박사를 마친 후 MIT에서 전기컴퓨터공학 교수를 역임하기도 했다.
학계에는 노벨 물리학자 리처드 파인만을 비롯하여 ‘100달러 노트북 PC’로 유명한 니콜라스 네그로폰테 MIT 미디어 랩 소장이 있다. KAIST 외국인 총장이자 노벨 물리학상 수상자인 로버트 B. 로플린도 MIT에서 물리학 석·박사를 마쳤다. CEO 중에는 반도체 파운드리 회사인 TSMC의 회장 모리스 창이 있으며 MIT에서 기계공학 학·석사를 마쳤다. CPU 제조사 AMD의 CEO 리사 수는 MIT에서 석·박사를 마쳤다.
MIT 교수나 졸업생 가운데 노벨상 수상자가 세계에서 다섯 번째로 많은 83명에 달하며, 동문 중에는 로즈 장학생이 40명, 맥아더 펠로우가 19명, 퓰리처상 수상자가 4명, 억만장자가 11명에 달한다.
한인 동문에는 정몽준 서울시장 후보, 김진애 전 국회의원, 이태섭, 서남표 전 KAIST 총장, 배순훈 전 KAIST 부총장, 정태영 현대카드 및 현대캐피탈 사장, 석태수 한진해운 사장, 강성욱 GE 코리아 사장, 윤송이 엔씨소프트 최고전략책임자, 임우재 삼성전기 부사장, 이상묵 서울대학교 해양학 교수, 현정택 인하대학교 국제통상학부 교수, 박유철 광복회 회장, 대한제국의 황족 이구 등이 있다.

## 대중문화 속 MIT
- 《굿 윌 헌팅》 (미국 영화, 1997)
- 《인디펜던스 데이》 (미국 영화, 1996)
- 《아마겟돈》 (미국 영화, 1998)
- 《내셔널 트레져》 (미국 영화, 2004)
- 《판타스틱 4》 (미국 영화, 2005)
- 《아이언맨》 (미국 영화, 2008, 2010, 2013)
- 《노잉》 (미국 영화, 2009)
- 《레볼루션》 (미국 드라마, 2012-)
- 《넘버스》 (미국 드라마, 2005-2010)
- 《라스베가스》 (미국 드라마, 2003-2008)
- 《캐슬》 (미국 드라마, 2009-)
- 《NCIS》 (미국 드라마, 2003-)
- 《수퍼내추럴》 (미국 드라마, 2005-)
- 《빅뱅 이론》 (미국 시트콤, 2007-)
- 《시티헌터》 (한국 드라마, 2011)
- 《21》 (미국 영화, 2008)
- 《더 시그널》 (미국 영화, 2014)

## 같이 보기
- MIT 미디어 랩
- MIT 허가서
- MIT 오픈코스웨어(MIT OCW, en:MIT OpenCourseWare)